# Cossengrün/Hohndorf/Schönbach
Cossengrün/Hohndorf/Schönbach ist seit dem 31. Dezember 2012 ein Stadtteil der Stadt Greiz im Landkreis Greiz in Thüringen. Er entstand aus den acht Orten der Gemeinde Vogtländisches Oberland, die bei deren Auflösung am 31. Dezember 2012 zur Stadt Greiz kamen.

## Lage

### Geographie
Der Ortsteil befindet sich im stark kupierten Gelände des Thüringer Schiefergebirges. Im Nordwesten grenzt der Pöllwitzer Wald an. Im Osten berührt der Ort Cossengrün das Elstertal, der Ortsteil selbst wird vom Rumpelbach, dem Triebitzbach, dem Tremnitzbach und dem Lohbach durchzogen.
Territorial liegt der Ortsteil vollständig an der Grenze zu Sachsen. Er umschließt die Stadt Elsterberg auf drei Seiten.

### Ortsgliederung
Der Ortsteil besteht aus den Dörfern Cossengrün, Eubenberg, Gablau, Hohndorf, Leiningen, Pansdorf, Schönbach und Tremnitz. Eine eigene Ortsteilverfassung ermöglicht einen Ortsteilrat und einen eigenen, ehrenamtlichen Bürgermeister. Dieses Amt bekleidet derzeit Alexander Schulze, der zugleich Greizer Bürgermeister ist. Er wurde bei den Kommunalwahlen in Thüringen 2019 im Amt bestätigt.

## Geschichte

Auflösung der Gemeinde Vogtländisches Oberland: Die grün markierten Orte kamen zur Stadt Zeulenroda-Triebes, die gelb markierten zur Stadt Greiz.

Bei der Gründung des Landes Thüringen 1920 gehörten die Orte des heutigen Greizer Ortsteils Cossengrün/Hohndorf/Schönbach noch zu verschiedenen Landkreisen und stellten einzelne Gemeinden dar. Im Laufe der Zeit wurden diese zusammengefasst, sodass bei der Bildung des heutigen Landkreises Greiz 1994 noch die Gemeinden Cossengrün, Schönbach und Hohndorf existierten. Zusammen mit einigen weiteren Gemeinden bildeten diese die Verwaltungsgemeinschaft Vogtländisches Oberland, die 1999 zur Gemeinde Vogtländisches Oberland fusionierte. Am 31. Dezember 2012 wurde diese aufgelöst und die Ortschaften den Städten Greiz und Zeulenroda-Triebes eingemeindet. Dabei orientierte man sich an den ehemaligen Kreisgrenzen von 1920. Eine Ausnahme bildet Eubenberg, welches zu Arnsgrün gehörte (heute Zeulenroda-Triebes). Dieses wurde von dort ausgegliedert und zu Greiz eingemeindet, damit dessen Stadtgebiet nicht aufgespalten ist.

## Verkehr
Der Ortsteil ist größtenteils durch Kreisstraßen erschlossen. Sie verbinden Tremnitz, Pansdorf und Hohndorf direkt mit Greiz. Gablau, Leiningen und Eubenberg sind durch Kommunalstraßen angebunden. Die Orte Schönbach und Cossengrün sind nur über die Bundesstraße 92 erreichbar, die zuvor über sächsisches Gebiet verläuft. Damit sind diese Orte Funktionale Exklaven. Zwischen Elsterberg und Cossengrün verläuft die B 92 zudem kurz über Hohndorfer Gemarkung. Hier beginnt die L 2342 nach Bernsgrün. 
Der Nahverkehr im Ortsteil wird hauptsächlich durch die PRG Greiz durchgeführt. Auf deren Linie 2 wird tagsüber ein Rufbus angeboten, der die Orte des Ortsteils an Elsterberg und mit Umstieg zur Linie 1 auch an Greiz anbindet. In der Schulzeit gibt es darüber hinaus feste Fahrten. Zwischen Elsterberg und Plauen verkehren reine Schulbusse, die im Ortsteil Haltestellen bedienen.
Die Elstertalbahn führt östlich von Cossengrün an zwei Stellen durch den Ortsteil. Einen knappen Kilometer von Cossengrün entfernt liegt direkt hinter der Landesgrenze zu Sachsen der zweistündlich von Zügen der Vogtlandbahn bediente Haltepunkt "Rentzschmühle". Dieser ist über eine Straße erreichbar.